# Azovi nagyfejűgéb
Az azovi nagyfejűgéb (Benthophilus macrocephalus) a sugarasúszójú halak (Actinopterygii) osztályának sügéralakúak (Perciformes) rendjébe, ezen belül a gébfélék (Gobiidae) családjába és a Benthophilinae alcsaládjába tartozó faj.
A Benthophilus csontoshal-nem típusfaja.

## Előfordulása
Az azovi nagyfejűgéb főleg a Kaszpi-tenger parti vizeiben él. Egyaránt megtalálható brakk- és édesvízben is, például a Volga deltájában, Asztrahán közelében.

## Megjelenése
A hím testhossza 11,6 centiméter, a nőstény kisebb. Állán kis bajuszszál van. A szájszöglet mögött hosszúkás, bajuszszálra emlékeztető bőrránc látható. A kopoltyúrések kis lyuk alakúak. Oldalait három sorba rendezősött apró csontlemez borítja, ezek csak kevéssé nyúlnak a bőr fölé; köztük és a fejen csontbütykök vannak, melyek csak a hasoldalon hiányoznak. A legfelső hosszanti sorban 23-25 csontos lemez van. Az ívni készülő hímeknek nincsenek csontlemezkéik és bütykeik. Nincs úszóhólyagja.

## Életmódja
Az azovi nagyfejűgéb élőhelyének a sekélyebb részein él, körülbelül 0,5-10 méteres mélységekben. Télen akár 25 méter mélyre is lehatol. Tápláléka puhatestűek és kisebb halak, akár más gébfajok is, továbbá férgek és rákok. Körülbelül 1 évig él.

## Szaporodása
Az ívási időszaka április–július között van. Ebben az időszakban a hímek elvesztik pikkelyeiket. A nőstények a kagylók és csigák elhagyott házaiba rakja le ikráit. Nem egy házba rakja az összes ikráját, hanem legalább kettőbe.